# Caudal Deportivo
Caudal Deportivo ist ein spanischer Fußballverein aus Mieres in Asturien. Der 1918 gegründete Verein spielt in der Saison 2017/18 in der Segunda División B, Gruppe I.

## Geschichte
Im Jahr 1918 wurde Caudal Deportivo gegründet. Die Asturier spielten fast ihre komplette Klubgeschichte in der Tercera División, der zunächst dritten und später nach der Gründung der Segunda División B vierten Liga Spaniens. Erstmals in der Saison 1951/52 spielten die Asturier in der Segunda División, der zweiten spanischen Fußball-Liga. Nach sieben Jahren folgte als 31. von 36 Teams der Abstieg in die Tercera División. Seitdem gelang nie wieder die Rückkehr in den Profifußball, zurzeit (Saison 2017/18) spielen sie in der drittklassigen Segunda División B.

## Stadion
Caudal Deportivo spielt im Estadio Hermanos Antuña, welches eine Kapazität von 7.500 Zuschauern hat und im Jahre 1951 nach dem Erreichen der Segunda División erbaut wurde. Die Rekordzuschauerzahl lag bei 5.834 in einem Spiel gegen den asturianischen Traditionsverein Real Oviedo.

## Clubdaten
- Spielzeiten Liga 1: 0
- Spielzeiten Liga 2: 7
- Spielzeiten Liga 2B: 13
- Spielzeiten Liga 3: 51

Stand: inklusive Saison 2017/18

## Erfolge
- Aufstieg in die Segunda División in der Saison 1950/51.